# Mobius M. Mobius
Mobius Mobius Mobius é um personagem fictício que aparece nas histórias em quadrinhos publicadas nos Estados Unidos pela editora Marvel Comics. Existem várias versões de Mobius de diferentes pontos no tempo (e clones de si próprio), que constituem a liderança burocrática e a gerência intermediária da organização de cronometragem, a Autoridade de Variância Temporal, incluindo o Sr. Tesseract, o Sr. Orobourous e o Sr. Paradoxo.

## Publicação
Mobius M. Mobius apareceu pela primeira vez em Fantastic Four #353. Os gerentes clonados da Autoridade de Variância Temporal lembram Mark Gruenwald e, mais tarde,  Tom DeFalco ambos escritores de longa data da Marvel Comics. O gerente recorrente mais frequente é Mobius M. Mobius, um clone de Gruenwald.

## Biografia
Mobius M. Mobius é um burocrata e gerente intermediário da Autoridade de Variância de Tempo, que tentou disciplinar o Quarteto Fantástico por violações das leis da AVT.[carece de fontes?]
O Sr. Tesseract na Gestão Júnior é uma versão anterior e subordinado a Mobius, ele foi designado para reconstruir os dados perdidos da Terra-616. Might, Justice Truth e Justice Liberty são três oficiais que ajudaram Mobius a recapturar o Quarteto Fantástico enquanto eles corriam soltos dentro do Fuso Horário Nulo.

## Em outras mídias

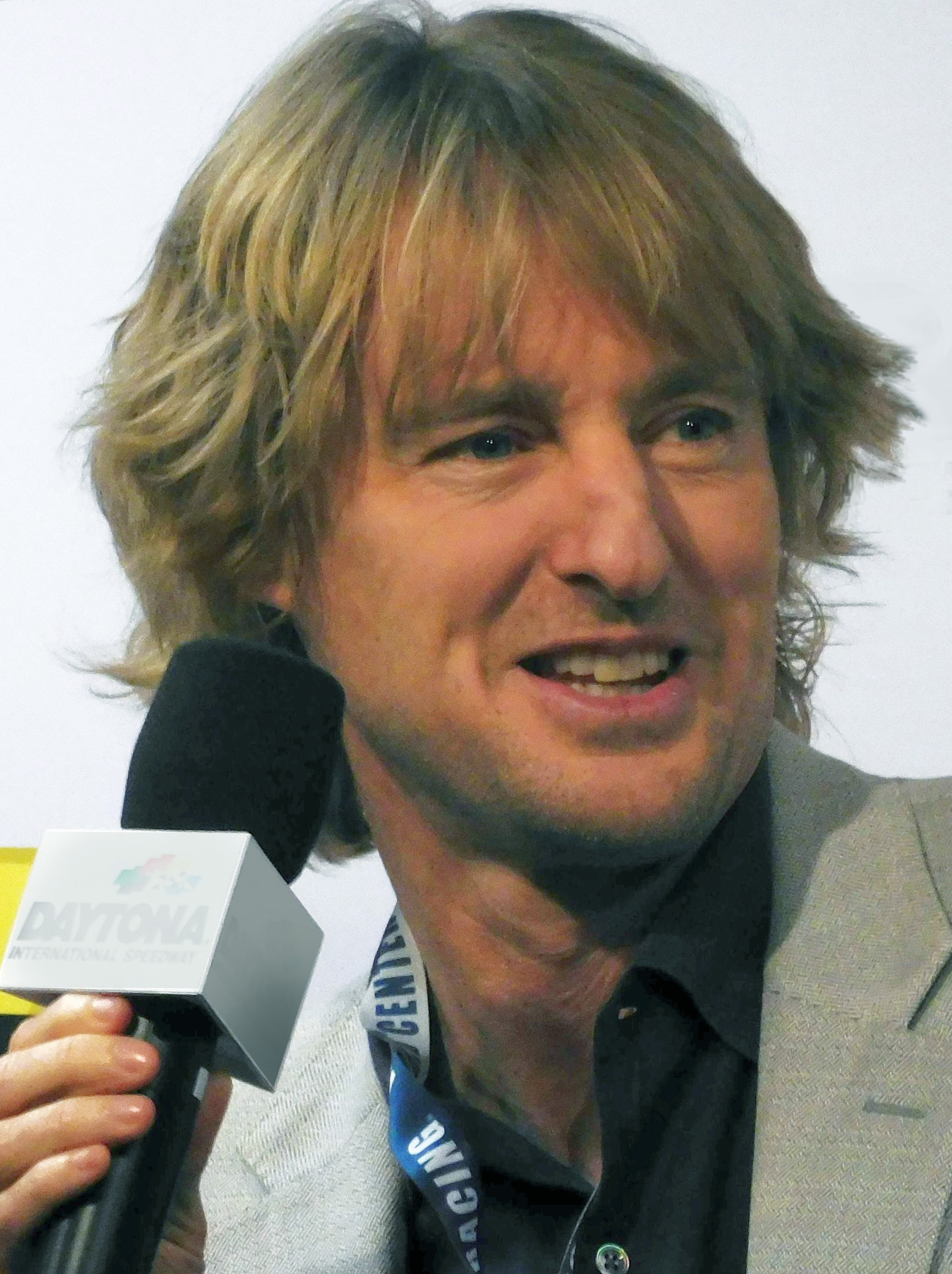
Owen Wilson interpreta Mobius no Universo Cinematográfico Marvel

No Universo Cinematográfico Marvel  (UCM), Mobius e seus codinomes inspiram três personagens diferentes:
- Owen Wilson interpreta Mobius M. Mobius na série Loki da Disney+. Como sua contraparte de quadrinhos, esta versão é membro da Autoridade de Variância Temporal (AVT),[5][6] que eventualmente recruta um Loki (Tom Hiddleston) que fugiu de sua linha temporal para achar um assassino que está atacando agentes da AVT.[7] Como todos os agentes da TVA são variantes de outros universos de pessoas do UCM, a segunda temporada de Loki revela que Mobius é uma variante de Don, um vendedor de jet-skis.
- A segunda temporada de Loki introduz Ke Huy Quan como Ouroburos "O.B.", o responsável pelos equipamentos complexos da AVT.[8][9] Um episódio revela que O.B. é variante de Dr. A.D. Doug, um professor de física teórica da Caltech que queria ser autor de ficção científica.
- O filme Deadpool & Wolverine tem Matthew Macfadyen como Paradoxo, um agente da AVT que quer se tornar seu líder. Paradoxo criou uma máquina chamada "Rasgador Temporal" para destruir linhas temporais, e planeja usá-la na Terra-10005 dos filmes dos X-Men porque tal universo está se deteriorando após a morte de Wolverine em Logan, e ao chamar Deadpool para oferecer-lhe uma chance de viver no UCM, acaba inspirando o anti-herói a vagar o Multiverso em busca de um Wolverine para substituir o da Terra-10005.[10]